# アメリカ合衆国メートル法委員会
アメリカ合衆国メートル法委員会（アメリカがっしゅうこくメートルほういいんかい、英語: United States Metric Board: USMB）は、アメリカ合衆国のメートル法化を促進するために設立された米国政府の機関である。
1975年12月23日に制定されたメートル法転換法(15 USC 205d)によって、メートル法委員会は委任された。1975年のメートル法転換法では、「独立した機関」に対する17人のメンバーの大統領選任が義務づけられた。
メートル法委員会は1975年から1982年にかけて存在した。ロナルド・レーガン大統領が、フランク・マンキーウィッツとリン・ノフジガーの勧告を受けてメートル法委員会を廃止した。この廃止により、米国におけるメートル法化は減速することとなった。